# Муазам
Ал Муазам Иса Шараф ад-Дин (умро 1227) је био ајубидски владар Дамаска од 1218. године до своје смрти.

## Биографија
Муазам је син и наследник Малик ал Адила. Након очеве смрти 1218. године наследио је Јерусалим и Дамаск. По Муазамовом наређењу порушени су одбрамбени зидови Јерусалима како га не би користили крсташи од којих се очекивало да ће град освојити. Године 1220. опседа Акру коју брани јерусалимски краљ Јован Бријенски. Своме брату ал Камилу пружио је помоћ приликом крсташког похода на Каиро. Године 1227. улази у сукоб са Ал Камилом који склапа споразум са Фридрихом II, немачким царем. Договорено је да Фридрих покрене нови крсташки поход и освоји Јерусалим. Међутим, Муазам убрзо умире, а наследио га је син ел Назир на кога је Камил вршио јак утицај па је споразум између њега и Фридриха пропао.